# Élections générales manitobaines de 1995
L'élection générale manitobaine de 1995 se déroule le 25 avril 1995 afin d'élire les députés de l'Assemblée législative de la province du Manitoba (Canada). Le Parti progressiste-conservateur, dirigé par le Premier ministre Gary Filmon, est reporté au pouvoir et forme un gouvernement majoritaire. Le Nouveau Parti démocratique forme l'opposition officielle sous Gary Doer.

## Résultats
| Parti                       | Parti                      | Chef         | # de candidats | Sièges | Sièges      | Sièges | Sièges  | Voix    | Voix    | Voix    |
| --------------------------- | -------------------------- | ------------ | -------------- | ------ | ----------- | ------ | ------- | ------- | ------- | ------- |
| Parti                       | Parti                      | Chef         | # de candidats | 1990   | Dissolution | Élus   | % Diff. | #       | %       | % Diff. |
|                             | Progressiste-conservateur  | Gary Filmon  | 57             | 30     | 29          | 31     |         | 216 246 | 42,87 % |         |
|                             | Nouveau Parti démocratique | Gary Doer    | 57             | 20     | 20          | 23     |         | 165 489 | 32,81 % |         |
|                             | Libéral                    | Paul Edwards | 57             | 7      | 6           | 3      |         | 119 677 | 23,73 % |         |
|                             | Indépendant                | Indépendant  | 11             | -      | -           | -      | -       | 2 396   | 0,48 %  |         |
|                             | Libertarien                | Dennis Rice  | 6              | -      | -           | -      | -       | 634     | 0,13 %  |         |
|                             | Vacant                     | Vacant       | Vacant         | Vacant | 2           | n/a    | n/a     | n/a     | n/a     | n/a     |
| Total                       | Total                      | Total        | 188            | 57     | 57          | 57     | -       | 504 442 | 100 %   |         |
| Source : Élections Manitoba |                            |              |                |        |             |        |         |         |         |         |